# 8636 Malvina
8636 Malvina eller 1985 UH2 är en asteroid i huvudbältet som upptäcktes den 17 oktober 1985 av CERGA-observatoriet i Nice. Den är uppkallad efter Malvina Maury, dotter till astronomen Alain Maury.
Asteroiden har en diameter på ungefär 5 kilometer.